# Seznam nejmenších obcí v Česku
Tento seznam obsahuje obce na území České republiky s nejmenším územím. Obec tvoří územní celek, který je vymezen hranicí území obce (§ 1 zákona č. 128/2000 Sb., o obcích). 

## Nejmenší obce v Česku
Tento seznam zahrnuje všechny obce s územím 1,5 km² nebo menším.
1. Závist 0,42 km²
2. Strukov 0,53 km²
3. Strýčice 0,64 km²
4. Josefův Důl (okres Mladá Boleslav) 0,66 km²
5. Horní Lapač 0,80 km²
6. Grunta 0,80 km²
7. Michalovice (okres Litoměřice) 0,83 km²
8. Valdice 0,92 km²
9. Hostějov 0,94 km²
10. Oldřichov (okres Přerov) 0,95 km²
11. Plch 0,96 km²
12. Nimpšov 0,98 km²
13. Hrádek (okres Ústí nad Orlicí) 1,00 km²
14. Malý Beranov 1,00 km²
15. Adamov (okres České Budějovice) 1,03 km²
16. Grymov 1,04 km²
17. Zlatá 1,12 km²
18. Vincencov 1,17 km²
19. Chrtníky 1,17 km²
20. Světice 1,17 km²
21. Těšovice (okres Sokolov) 1,19 km²
22. Libchyně 1,19 km²
23. Hradce 1,19 km²
24. Zastávka (okres Brno-venkov) 1,20 km²
25. Bezděkov (okres Rokycany) 1,22 km²
26. Vidov 1,23 km²
27. Otmarov 1,25 km²
28. Brambory 1,25 km²
29. Nasavrky (okres Ústí nad Orlicí) 1,33 km²
30. Radimovice (okres Liberec) 1,33 km²
31. Měchenice 1,33 km²
32. Čenkov u Bechyně 1,35 km²
33. Karolín 1,36 km²
34. Černvír 1,37 km²
35. Vísky (okres Rokycany) 1,38 km²
36. Podůlší 1,38 km²
37. Březina (okres Jičín) 1,38 km²
38. Chlístov (okres Rychnov nad Kněžnou) 1,39 km²
39. Ohaveč 1,39 km²
40. Díly 1,40 km²
41. Rakousy 1,40 km²
42. Hvězdonice 1,40 km²
43. Kubova Huť 1,41 km²
44. Řídký 1,41 km²
45. Malíč 1,41 km²
46. Schořov 1,42 km²
47. Novosedlice 1,43 km²
48. Vlkov pod Oškobrhem 1,46 km²
49. Nasavrky (okres Tábor) 1,46 km²
50. Zábeštní Lhota 1,47 km²
51. Kutrovice 1,49 km²
52. Komárov (okres Olomouc) 1,50 km²
53. Kaničky 1,50 km²
54. Řícmanice 1,50 km²
55. Klabava 1,50 km²
56. Kratochvilka 1,50 km²